# Дрвеник Мали
Дрвеник Мали је острво у Јадранском мору. Припада Хрватској. Смештен је на око 10 наутичких миља северозападно од Трогира и западно од острва Дрвеник Вели. 
Површина острва је око 3,3 km². Локално становништво назива ово острво и „Плоча“. Острво је настањено и на њему живи 56 становника који настањују неколико заселака. Главно насеље је село Дрвеник Мали. Локално становништво се бави пољопривредом, узгајањем маслина и риболовом. На острву је забрањено кретање аутомобилима и нема асфалтних путева. Дрвеник Мали је саобраћајно повезан трајектном линијом са Трогиром. Највиши врх острва износи 80 метара. Обала је доста разруђена.